# Zuoshi (köping i Kina, lat 26,74, long 112,30)
Zuoshi (kinesiska: 柞市, 柞市镇) är en köping i Kina. Den ligger i provinsen Hunan, i den södra delen av landet, omkring 180 kilometer söder om provinshuvudstaden Changsha. Antalet invånare är 27176. Befolkningen består av 12 923 kvinnor och 14 253 män. Barn under 15 år utgör 21,0 %, vuxna 15-64 år 67 %, och äldre över 65 år 10,0 %.
Genomsnittlig årsnederbörd är 1 624 millimeter. Den regnigaste månaden är maj, med i genomsnitt 233 mm nederbörd, och den torraste är oktober, med 32 mm nederbörd.